# 平度县
平度县为中国山东旧县名，大体上是今天青岛市平度市。

## 历史
西汉置平度县，位于今平度市境北，东汉时废置。而今市境南则属即墨县地，为宗室胶东王的驻地，县治设于今平度城东南方向，是南北朝以前胶东半岛上的最大城市。至北齐析置长广县，隋改称胶水县。明胶水县省入平度州。1913年废州改县。曾于1941年至1944年间析置出平南、平西、平东三县，但又分别在1953年至1956年间合并为平度县。1989年平度县撤销，设立平度市（县级）。